# Wola Grzymalina
Wola Grzymalina – wieś w Polsce położona w województwie łódzkim, w powiecie bełchatowskim, w gminie Bełchatów.
Na początku lat 80. XX wieku teren miejscowości zajęła odkrywka Kopalni Węgla Brunatnego „Bełchatów”. Znajdujący się we wsi zabytkowy kościółek został przeniesiony do Białej, położonej pod Pajęcznem.
Obecnie jest to teren poodkrywkowy. Od 27 grudnia 2021 roku obręb geodezyjny Wola Grzymalina na którego terenie znajdowała się wieś należy do gminy Bełchatów.
Od 1975 r. do końca istnienia miejscowość należała administracyjnie do województwa piotrkowskiego.
Dzieje wsi Wola Grzymalina
Pierwsze wzmianki pochodzą z XVI-wiecznego spisu uposażeń archidiecezji gnieźnieńskiej „Liber beneficiorum archidiecezji gnieźnieńskiej”. Wola Grzymalina, nazywana wówczas Wolą Czyżowską (od sąsiadującej wioski Czyżów) jest w tym okresie jedną z osad należących do funkcjonującej już od XIII wieku Parafii w Kamieńsku. Od pierwszej połowy XVI wieku we wsi funkcjonował folwark od którego w 1552 roku ówczesny właściciel wsi Mikołaj Wolski odprowadzał dziesięcinę do kapituły gnieźnieńskiej. W 1584 roku Jan Grzymała Wolski sfinansował budowę modrzewiowego kościoła oraz uposażył jego rządcę kwotą 10 grzywien.
Przez długi okres kościół w Woli Grzymalinie był pod zarządem proboszcza Parafii w Kamieńsku, a opiekę duszpasterską nad mieszkańcami wsi Wola Grzymalina oraz Czyżów sprawował podległy mu ksiądz. Pomiędzy rokiem 1683, a 1729 kościół we Woli został podniesiony do rangi Parafii. Niestety trudno jest ustalić kiedy to się dokładnie stało, gdyż dokument rozdzielający parafię w Kamieńsku, jak i inne dokumenty nawiązujące do tego wydarzenie spłonęły w 1747 roku. Te dość szerokie ramy czasowe wynikają z faktu, iż zachowane źródła pisane z wizytacji kościoła w 1683 roku w dalszym ciągu tytułowały go filialnym, natomiast w dokumentach powizytacyjnych z 1729 roku kościół opisywany był już jako parafialny. Parafia pod wezwaniem św. Jana Chrzciciela w Woli Grzymalinie początkowo składała się z 5 wsi (Czyżowa, Łękińska, Wolicy i Piasków).
W późniejszych latach losy wsi związały się ściśle z pobliskim Łękińskiem. Obie miejscowości łączyło pokrewieństwo właścicieli. W „Słowniku Geograficznym Królestwa Polskiego i innych krajów słowiańskich” z 1880 roku podaje się łączną dla dóbr Wola Grzymalina i Łękińsko powierzchnię majątku, która w tym czasie stanowiła niemalże 5 tysięcy mórg rozległości. Ze źródeł archiwalnych wynika, iż w Łękińsku w XVIII w. funkcjonował filialny wobec wolskiej parafii drewniany kościółek (kaplica), który z czasem został rozebrany, a w jego miejsce w latach 1817–1822, wybudowany został nowy, murowany kościół fundacji ówczesnej właścicielki Łękińska Kunegundy Walewskiej. Druga połowa XIX w. to stopniowy spadek znaczenia wsi kosztem Łękińska. Ważnym wydarzeniem był pożar plebanii w 1871 roku, co skutkowało przeprowadzką ówczesnego proboszcza Cyryla Malinowskiego do Łękińska, gdzie zamieszkał na tamtejszej plebanii i to tam od tego czasu, sprawował codzienną liturgię. Dopełnieniem tej decyzji było ostateczne przeniesienie w 1926 roku siedziby parafii św. Jana Chrzciciela do Łękińska.
W latach 20. XIX w. Wolę Grzymalinę zamieszkiwało około 200 mieszkańców. Ponad pół wieku później wieś wraz z pobliskim Folwarkiem zamieszkiwało 400 mieszkańców w 48 domach. Dobra Wola Grzymalina w 1871 roku – jak wynika ze Słownika Geograficznego Królestwa Polskiego – składały się z folwarku Wola Grzymalina, Dąbrowy, Ludzina oraz młyna wodnego na Słoku. Właścicielami wsi w okresie XIX i początku XX wieku były rodziny Pstrokońskich, Borzęckich, Kamockich, a także potężny finansista warszawski baron Leopold Julian Kronenberg oraz jego syn Ludwik Jan.
W okresie II Rzeczypospolitej Wola Grzymalina administracyjnie należała do powiatu piotrkowskiego. Już u progu odzyskania niepodległości doszło w miejscowości do dużego pożaru. W marcu 1918 roku większość zabudowań wsi uległa spaleniu. To tragiczne wydarzenie spowodowało przesunięcie lokalnego centrum wsi bardziej w kierunku wsi Kuców, w bok od szosy na Łękińsko. Było to powiązane z procesem parcelacji gruntów, który nastąpił w tym samym czasie. We wsi ulokowane były także stawy hodowli ryb, tartak parowy Pana Władysława Frukacza, a także sklepy prowadzone przez rodziny Jasiaków i Uchrońskich.
Trudy okupacji okresu II wojny światowej nie ominęły również mieszkańców Woli. Wieś włączona została do powołanej przez niemieckiego okupanta nowej jednostki administracyjnej, tzw. Kraju Warty, w bardzo bliskim sąsiedztwie granicy z Generalną Gubernią. Na terenie wsi, w pałacu należącym przed wojną do rodziny Kronenbergów, Niemcy ulokowali posterunek straży granicznej, celnej oraz gestapo. Natomiast wolski kościół został obrabowany i zamieniony na magazyn zboża. Do częstych represji wobec mieszkańców wsi należały wywózki na teren III Rzeszy na przymusowe roboty, konfiskaty gospodarstw i osiedlanie w nich gospodarzy pochodzenia niemieckiego oraz nadludzkie kontyngenty nakładane na miejscowych rolników. Temu wszystkiemu próbowały przeciwstawić się komórki Armii Krajowej funkcjonujące w okolicy. Wśród nich nie brakowało również osób zamieszkałych w Woli Grzymalinie, należy tu wspomnieć m.in. o Józefie Wróblu, Zygmuncie Jakóbczyku, Stanisławie Kowalczyku, Feliksie Szczęsnym, Władysławie Andrysiaku, Teodorze Kopce, Franciszku Susmędzie, Franciszku Stefaniaku, Władysławie Frukaczu, Józefie Uchrońskim oraz leśniczym Stanisławie Roczku.
Po wojnie charakter wsi niewiele się zmienia. W budynku po Kronenbergach ulokowana została administracja Nadleśnictwa, dzięki czemu część mieszkańców znajduje zatrudnienie poza rolnictwem. Z początkiem lat sześćdziesiątych do wsi doprowadzono energię elektryczna oraz poprawiono standard drogi do Bełchatowa i Łękińska. Ten okres to również budowa wiejskiej szkoły w znacznej mierze czynem jej mieszkańców.
W grudniu 1960 roku w sąsiednich Piaskach prowadzono poszukiwania ropy naftowej, której ostatecznie nie zlokalizowano, ale… odkryto za to ogromne pokłady węgla brunatnego. W 1962 r. nastąpiła pierwsza ocena wielkości złoża. Wyniki badań geologicznych były bardzo obiecujące i wykazały, że w rejonie Bełchatowa znajduje się ponad 2 mld ton węgla, zalegającego na głębokości 70 m. Od tego momentu rozpoczęła się historia bełchatowskiego zagłębia paliwowo-energetycznego.